# 豫东
豫东是指中国河南省东部地区，通常包括郑州以东的开封市、商丘市、周口市三个地级市所辖区域。
豫东地区属于淮河流域，境内99%以上为平原地貌。豫东与邻近的皖北、苏北、鲁西南地区同属黄淮地区，关系密切，地理、气候、人文风俗大致相同。豫东属于中原经济区，同时也被纳入淮海经济区范围。